# Huri

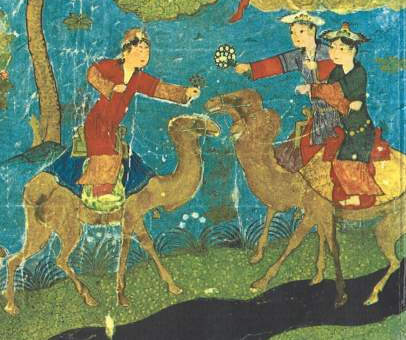

A huri az iszlám vallás túlvilági nőalakja, a hithű muszlim férfi jutalma a paradicsomban. Több is van belőle, a legvégső mennyországban szám szerint hetven. Makulátlan szűzekként és a földi asszonyoknál magasabb rendű nőként tekinti őket a szakrális hagyomány és az iszlám teológia. A férfi vágy megtestesítői és kielégítői, az elképzelhetetlen érzéki vágy és boldogság kifejezői. Arab nevük Haurá, melynek többes száma: húr. Az európai kultúrkörben leginkább irodalmi alkotásokból ismerik őket azokon a területeken, ahol az iszlám nem terjedt el (tehát a Balkánon kívül). A magyar irodalomban a leghíresebb ilyen példa Arany János Szondi két apródja című balladája.